# Alfredo Fabón
Alfredo Fabón García, (nacido el 15 de julio de 1971 en Zaragoza, Aragón) es un exjugador de baloncesto español. Con 1.99 de estatura, su puesto natural en la cancha era el de alero. 

## Trayectoria
- Cantera CAI Zaragoza.
- 1989-90 CAI Zaragoza Junior.
- 1990-91 Club Baloncesto Zaragoza.
- 1991-92 Valencia Basket.
- 1992-93 Club Baloncesto Canarias.
- 1993-94 Club Baloncesto Salamanca.
- 1994-95 Tenerife Canarias.
- 1995-99 CB Granada.
- 1999-00 Baloncesto León.
- 2000-01 Club Baloncesto Peñas Huesca.
- 2001-02 Stadium Casablanca Zaragoza.

## Palmarés
- 1989 Campeonato del Mundo. Selección de España sub-22 B Andorra (Teruel). Medalla de Bronce.
- 1989-90 Campeonato de España Junior. CAI Zaragoza. Campeón.
- 1990 Eurobasket Junior. Selección de España. Groningen. Medalla de Bronce.
- 1990-91 Recopa de Europa. CAI Zaragoza. Subcampeón.